# Torggumman

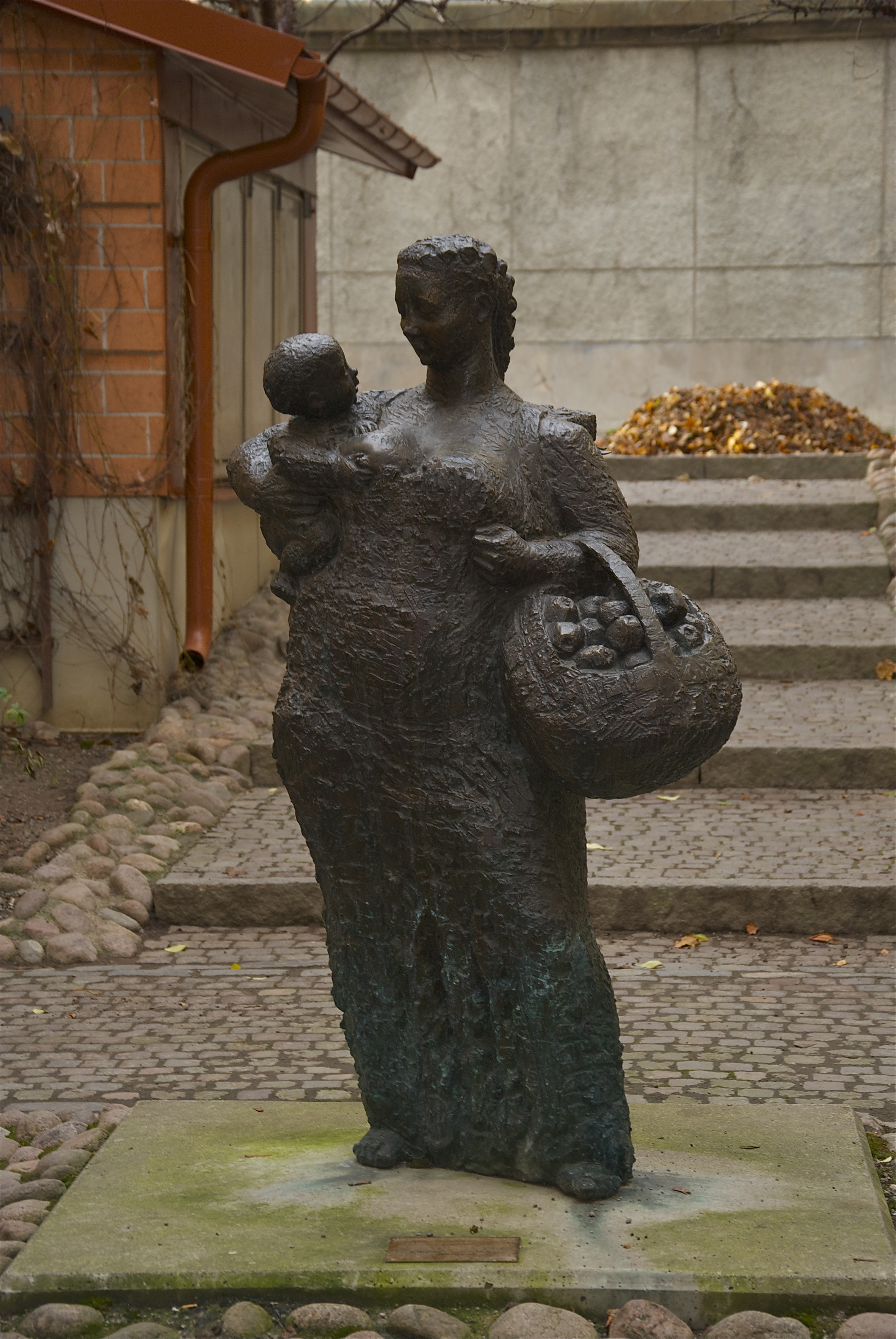
Torggumman i Stockholm

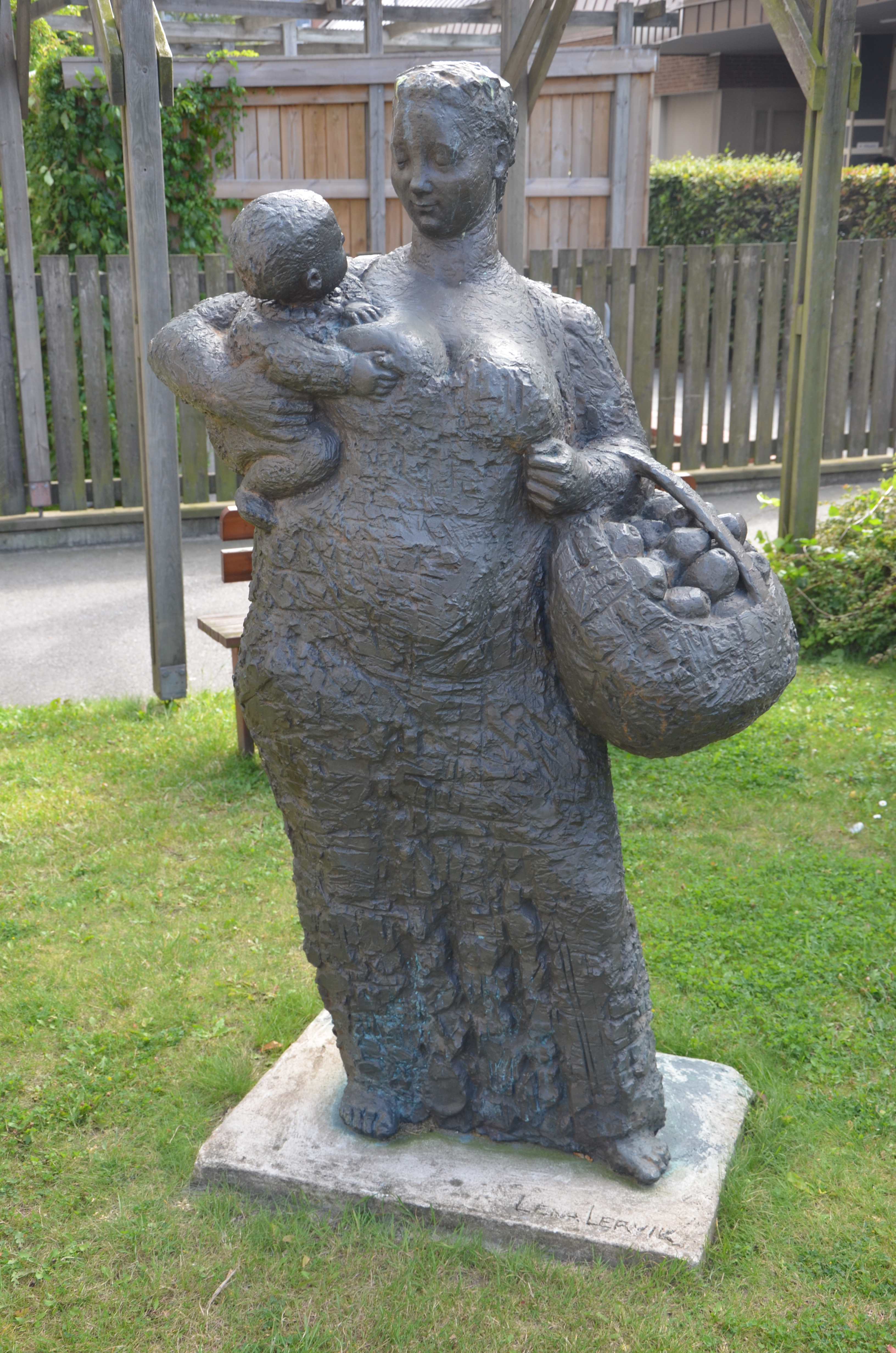
Mor och barn i Lund

Torggumman, eller Mor och barn, är en skulptur av Lena Lervik, dels i Stockholm (rest 1992), dels i Lund (rest 1993).
Stockholmsskulpturen står på gården vid Repslagargatan 16, (59°19′1.38″N 18°4′12.69″Ö / 59.3170500°N 18.0701917°Ö). Lundaskulpturen står i en minipark utanför Kvinnokliniken vid Lunds universitetssjukhus (59°19′1.38″N 18°4′12.69″Ö / 59.3170500°N 18.0701917°Ö ).
Skulpturen avbildar en kvinna som bär en korg och har ett barn i famnen. Barnet nyper kvinnan i bröstvårtan.